# Gantrisch
Le Gantrisch est une montagne du nord-ouest des Alpes bernoises, située entre le Simmental et la vallée de l'Aar, dans le canton de Berne. La montagne se trouve près du col du Gurnigel, d'où elle est généralement escaladée. Un sentier mène au sommet.

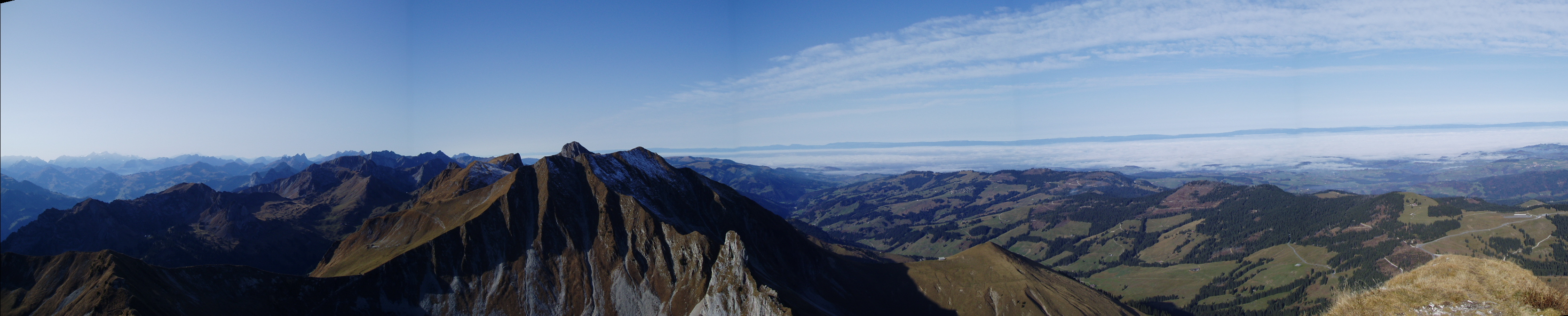
Vue depuis le sommet.